# Rally-VM 2012

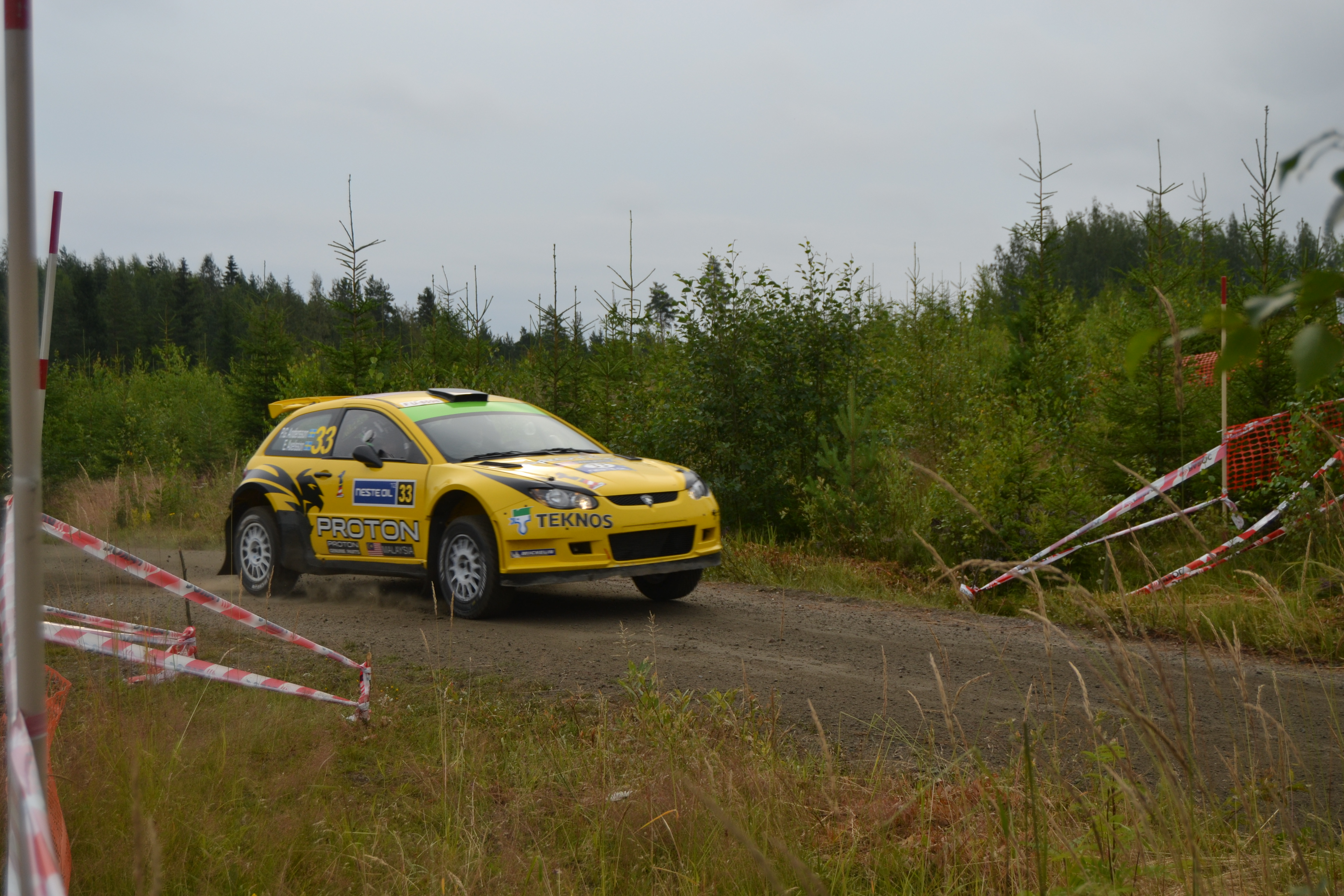
Per-Gunnar Andersson i Finska rallyt.

Rally-VM 2012 är den 40:e säsongen av FIA:s Rally-VM. Säsongen startade med Monte Carlo-rallyt och avslutades med Katalanska rallyt. 
Sébastien Loeb säkrade sin nionde och senaste VM-titel genom segern på hemmabana i Rally Alsace.

## Kalender
| Datum           | Rally               | Underlag    | Segrare förare     | Kartläsare      | Bil                |
| --------------- | ------------------- | ----------- | ------------------ | --------------- | ------------------ |
| 17-22 januari   | Monte Carlo-rallyt  | Asfalt/snö  | Sébastien Loeb     | Daniel Elena    | Citroën DS3 WRC    |
| 9-12 februari   | Svenska rallyt      | Snö         | Jari-Matti Latvala | Miikka Anttila  | Ford Fiesta RS WRC |
| 8-11 mars       | Mexikanska rallyt   | Grus        | Sébastien Loeb     | Daniel Elena    | Citroën DS3 WRC    |
| 29 mars-1 april | Portugisiska rallyt | Grus        | Mads Østberg       | Jonas Andersson | Ford Fiesta RS WRC |
| 27-29 april     | Argentinska rallyt  | Grus        | Sébastien Loeb     | Daniel Elena    | Citroën DS3 WRC    |
| 24-27 maj       | Akropolisrallyt     | Grus        | Sébastien Loeb     | Daniel Elena    | Citroën DS3 WRC    |
| 22-24 juni      | Nyzeeländska rallyt | Grus        | Sébastien Loeb     | Daniel Elena    | Citroën DS3 WRC    |
| 2-4 augusti     | Finska rallyt       | Grus        | Sébastien Loeb     | Daniel Elena    | Citroën DS3 WRC    |
| 24-26 augusti   | Tyska rallyt        | Asfalt      | Sébastien Loeb     | Daniel Elena    | Citroën DS3 WRC    |
| 13-16 september | Brittiska rallyt    | Grus        | Jari-Matti Latvala | Miikka Anttila  | Ford Fiesta RS WRC |
| 4-7 oktober     | Franska rallyt      | Asfalt      | Sébastien Loeb     | Daniel Elena    | Citroën DS3 WRC    |
| 18-21 oktober   | Sardinienrallyt     | Grus        | Mikko Hirvonen     | Jarmo Lehtinen  | Citroën DS3 WRC    |
| 8-11 november   | Katalanska rallyt   | Asfalt/grus | Sébastien Loeb     | Daniel Elena    | Citroën DS3 WRC    |

## Förar-VM
| Plats | Förare             | Märke   | Poäng |
| ----- | ------------------ | ------- | ----- |
| 1     | Sébastien Loeb     | Citroën | 270   |
| 2     | Mikko Hirvonen     | Citroën | 213   |
| 3     | Jari-Matti Latvala | Ford    | 154   |
| 4     | Mads Østberg       | Ford    | 149   |
| 5     | Petter Solberg     | Ford    | 124   |
| 6     | Jevgenij Novikov   | Ford    | 88    |
| 7     | Thierry Neuville   | Citroën | 53    |
| 8     | Ott Tänak          | Ford    | 52    |
| 9     | Martin Prokop      | Ford    | 46    |
| 10    | Sébastien Ogier    | Škoda   | 41    |